# Конти (Мінський повіт)
Конти (пол. Kąty) — село в Польщі, у гміні Сенниця Мінського повіту Мазовецького воєводства.
Населення — 209 осіб (2011).
У 1975-1998 роках село належало до Седлецького воєводства.

## Демографія
Демографічна структура станом на 31 березня 2011 року:
|          | Загалом | Допрацездатний вік | Працездатний вік | Постпрацездатний вік |
| -------- | ------- | ------------------ | ---------------- | -------------------- |
| Чоловіки | 113     | 26                 | 78               | 9                    |
| Жінки    | 96      | 15                 | 61               | 20                   |
| Разом    | 209     | 41                 | 139              | 29                   |